# Verfassungsreferendum in der Türkei 2010

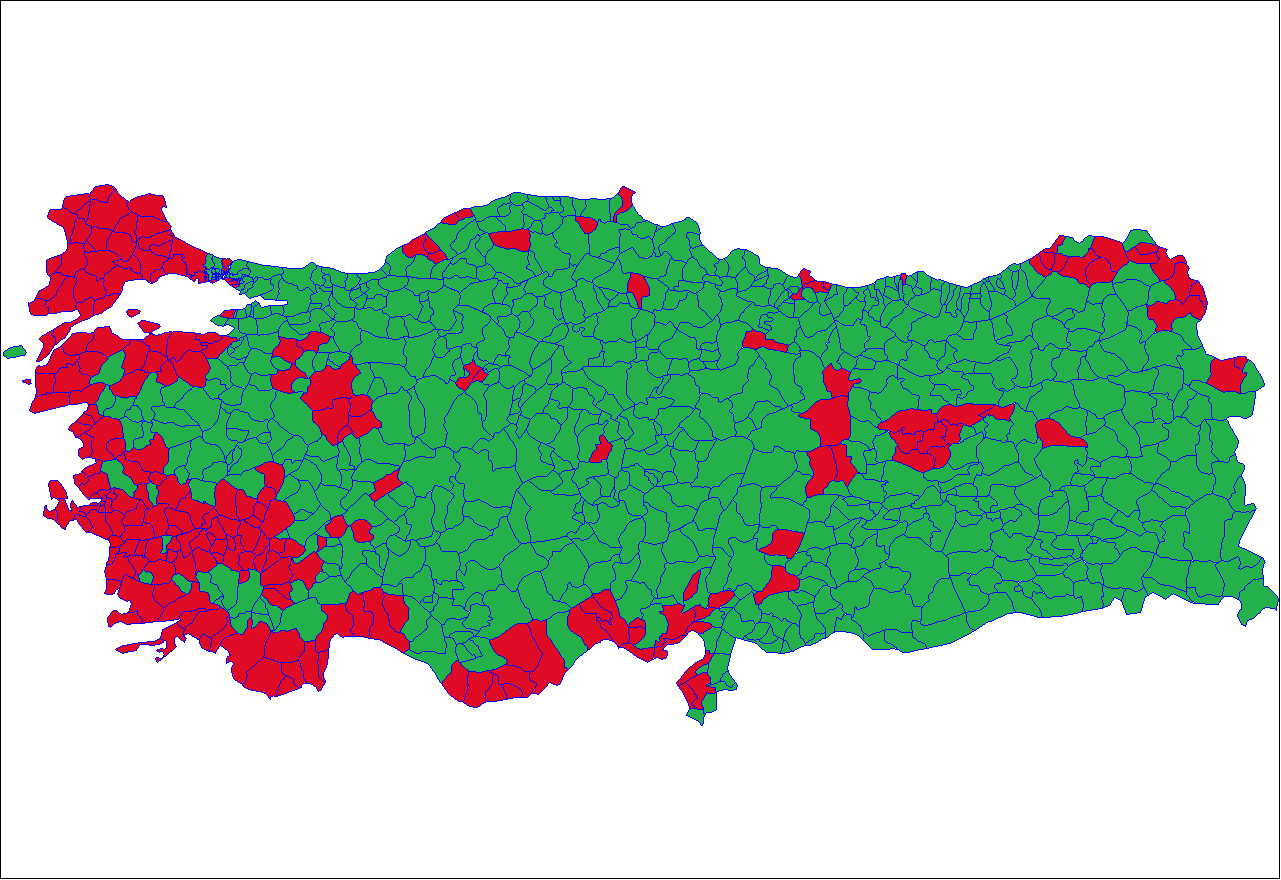
Ergebnisse in Kreisen. Ja (Grün); Nein (Rot)

Bei dem Verfassungsreferendum in der Türkei am 12. September 2010 stimmten die Wähler über zahlreiche Änderungen der seit 1982 gültigen Verfassung des Landes ab. Die bislang umfassendste Verfassungsreform sah unter anderem die Stärkung der Gleichberechtigung, die Stärkung der Rechte von Gewerkschaften und die Beschränkung der Rechte des türkischen Militärs vor. Umstritten war vor allem die Justizreform, die die Rechte von Regierung und Parlament stärken soll. Die Opposition lehnte mehrheitlich alle Verfassungsänderungen ab und betrachtete das Referendum als eine Abstimmung über den Ministerpräsidenten Recep Tayyip Erdoğan. In der international beachteten Volksabstimmung sprachen sich schließlich 57,9 % der Wähler für die Verfassungsänderungen aus.

## Ausgangssituation

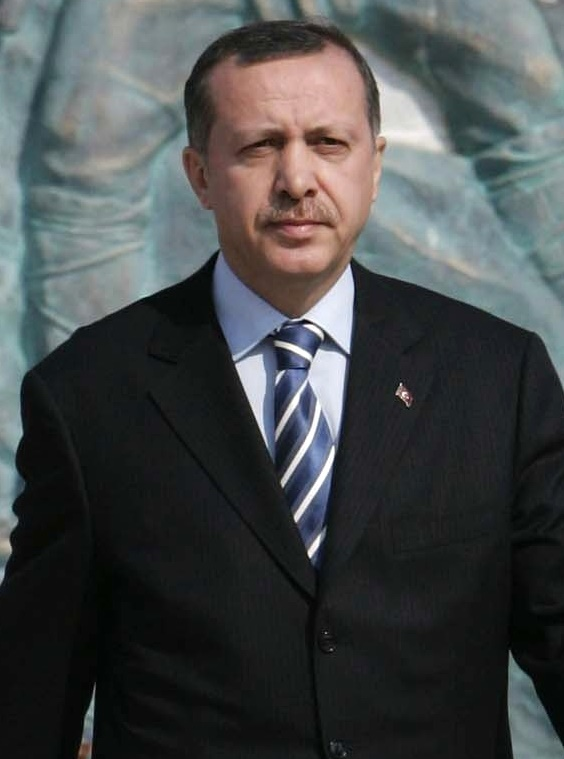
Recep Tayyip Erdoğan

Die derzeit gültige Verfassung der Türkei wurde nach dem Militärputsch von 1980 durch die Militärregierung eingesetzt und 1982 durch eine Volksabstimmung verabschiedet. Trotz der demokratischen Legitimierung galt die Verfassung als „demokratiefeindlich“. Nach dem Ende der Militärherrschaft wurden verschiedene Verfassungsänderungen durchgeführt, so wurde 2007 in einer Volksabstimmung eine Wahlrechtsreform verabschiedet. Weitergehende Bemühungen um eine Verfassungsreform wurden 2008 infolge des Streits um das Kopftuchverbot aufgegeben, obwohl diese von der Regierungspartei AKP bei ihrer Wiederwahl im Jahr 2007 angekündigt wurden. Während der Beitrittsverhandlungen der Türkei mit der Europäischen Union wurden aber zusätzliche Reformschritte von der Europäischen Union angemahnt.
Im Frühjahr 2010 strebte Regierungschef Erdoğan eine erneute Verfassungsreform an, die neben einer Justizreform auch die Stärkung der Grundrechte und eine Änderung des Parteienrechts beinhalten sollte. Ziel war dabei, die türkische Verfassung an die Normen der europäischen Demokratie anzupassen. Nachdem sich Regierung und Opposition nicht auf eine gemeinsame Linie bei der Verfassungsreform einigen konnten, wurden im April und Mai 2010 von der Nationalversammlung der Türkei über einen Entwurf der konservativ-islamischen Regierung entschieden, der Verfassungsänderungen in 27 Punkten vorsah. Das Parlament verabschiedete mit den Stimmen der AKP die Änderungen, eine Zweidrittelmehrheit zur sofortigen Umsetzung der Verfassungsreform wurde aber verpasst. Somit wurde eine Volksabstimmung zur Bestätigung des Parlamentsbeschlusses notwendig. Als Termin der Volksabstimmung wurde der 12. September 2010 festgelegt, der 30. Jahrestag des Militärputsches.

## Kontroverse
Die größte Oppositionspartei CHP rief wegen der Verfassungsreform das Verfassungsgericht der Republik Türkei an, erreichte aber nur die Streichung eines Änderungsvorschlages, der die Wahl von Richtern betraf. Die übrigen 26 Artikel durften zur Abstimmung gestellt werden.
Ministerpräsident Erdoğan warb für eine Zustimmung in der Abstimmung. Mit der Verfassungsreform werde die Türkei demokratischer. Die Europäische Union bezeichnete die Reformvorschläge als einen „Schritt in die richtige Richtung“.
Die meisten Oppositionsparteien riefen dagegen die knapp 50 Millionen Stimmberechtigten zur Ablehnung der Verfassungsänderungen auf und betrachteten das Referendum als eine Abstimmung über die Regierung Erdoğan, die 2011 zur Wiederwahl antreten will. Die kemalistische CHP warf der Regierung vor, die Macht im Staat an sich reißen zu wollen und die Unabhängigkeit der Justiz zu gefährden. Die kurdische Partei BDP empfahl ihren Anhängern den Boykott der Abstimmung, da sie die Interessen der Kurden zu wenig berücksichtigt sieht.
Europäisch gesinnte Liberale wie der Schriftsteller Orhan Pamuk warben für eine Zustimmung zu den umfassendsten Verfassungsänderungen seit 1982, mahnten aber zugleich eine grundlegende Überarbeitung der Verfassung an. Zahlreiche Intellektuelle, Bürgerinitiativen, Vereine und Stiftungen forderten die Einberufung einer parteiunabhängigen Verfassungsgebenden Versammlung.
Die türkische Richterin und ehemalige Präsidentin des 2006 gegründeten Berufsverbandes der türkischen Richter und Staatsanwälte, Emine Ülker Tarhan, schloss sich der Kritik der Oppositionsparteien am Verfassungsreferendum an.

## Beschlossene Verfassungsänderungen

### Grundrechte
Die Rechte von Frauen, Kindern, Rentnern und Behinderten werden gestärkt. Der Staat erkennt eine besondere Fürsorgepflicht den Kindern gegenüber an. Öffentlich Bediensteten wird das Recht zugesprochen, einer Gewerkschaft beizutreten. Sowohl die Bewegungsfreiheit als auch der Schutz persönlicher Daten wird gestärkt. Durch die Einrichtung der Stelle eines Ombudsmanns erhalten die Bürger ein Instrument, sich gegen rechtswidriges Handeln und staatliche Willkür zu wehren.

### Parteienrecht
Parteiverbote werden erschwert. Ein Parteiverbot kann nicht mehr durch die Generalstaatsanwaltschaft initiiert werden, wie es 2008 Abdurrahman Yalçınkaya gegen die AKP versucht hatte, sondern muss durch eine Kommission des Parlaments erfolgen.

### Justizreform
Die Zahl der Richter beim Verfassungsgericht wird von derzeit 11 auf 17 erhöht, gleichzeitig wird deren Amtszeit auf zwölf Jahre begrenzt. Drei der Richter sollen nicht mehr durch den Staatspräsidenten, sondern durch das Parlament berufen werden. Auch der Hohe Rat der Richter und Staatsanwälte soll von derzeit 7 auf 22 Mitglieder aufgestockt werden. Der Rat wird zusätzlich zu seinen bisherigen Aufgaben die Arbeit der Richter und Staatsanwälte auf ihre Rechts- und Gesetzeskonformität hin überwachen.
Den türkischen Bürgern wird das Recht gewährt, das Verfassungsgericht anzurufen (Individualbeschwerderecht).

### Militärwesen
Die politische Immunität für Mitglieder der Militärjunta von 1980 wird aufgehoben. Die Rechte der Militärgerichte werden eingeschränkt. So können hohe Generäle auch vor zivilen Gerichten verurteilt werden. Handlungen gegen die Sicherheit des Staates, die Verfassung und das Funktionieren der verfassungsmäßigen Ordnung der Strafverfolgung werden nicht mehr vor Militärgerichten verhandelt.

## Ergebnisse

Ergebnisse des Verfassungsreferendums in den 81 Provinzen. grün: Zustimmung; rot: Ablehnung.
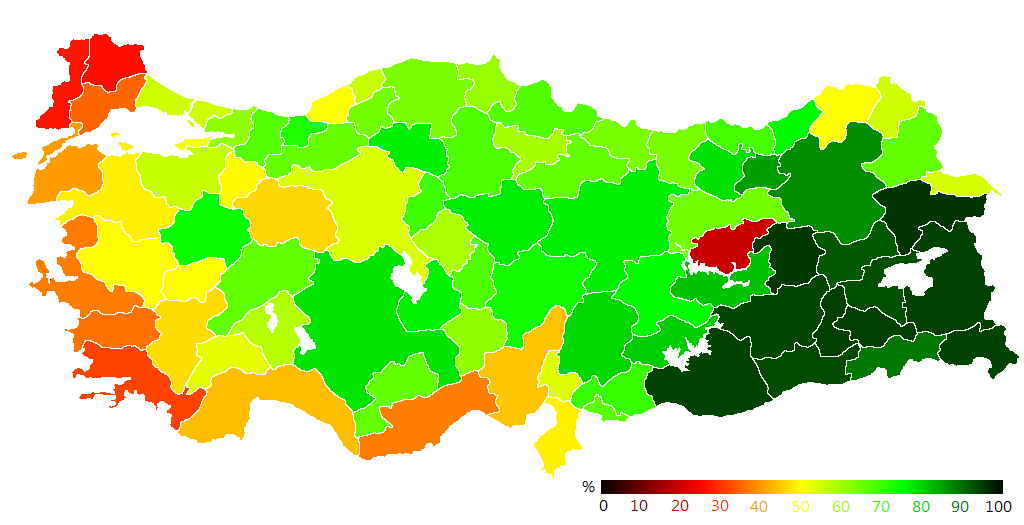
Verteilung der Ja-Stimmen in Prozent in den 81 Provinzen.
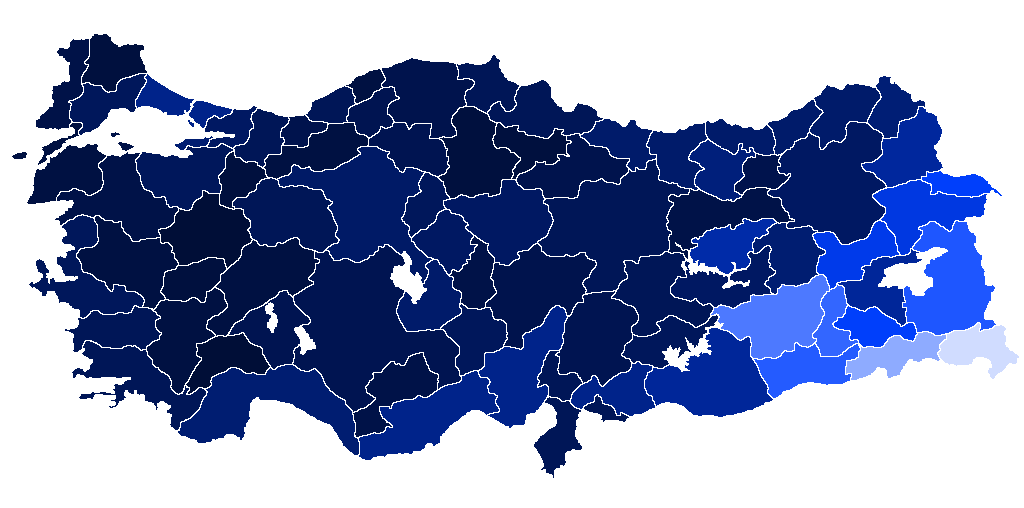
Wahlbeteiligung.

Der Ausgang der Volksabstimmung war unmittelbar vor dem Wahltag noch ungewiss. Während die Regierung Umfrageergebnisse vorlegte, die von einer Zustimmung von 60 % ausgingen, lagen in anderen Umfragen die Gegner knapp vorn.
Von den registrierten 49.446.369 Wählern gingen rund 77 % zur Abstimmung. Dem vorläufigen Endergebnis zufolge waren 57,9 % der abgegebenen Stimmen für die Verfassungsreform. In rund drei Vierteln aller 81 Provinzen wurden die Verfassungsänderungen angenommen. Provinzen, die mit Nein abgestimmt haben, konzentrieren sich entlang der Mittelmeerküste und Ostthrakien.
Die prozentual höchste Zustimmung kam mit 96 % aus der Provinz Agri. Tunceli steht mit nur 19 % Zustimmung am anderen Ende. In einigen kurdisch besiedelten Provinzen im Südosten folgten viele Wähler dem Boykottaufruf der BDP. So lag die Wahlbeteiligung in Hakkâri bei nur 7 %, in Şırnak bei 22 %, in Diyarbakır bei 35 %, in Batman bei 40 % und in Mardin bei 43 %.
| Votum | Stimmen    | Stimmenanteil |
| ----- | ---------- | ------------- |
| Ja    | 21.693.343 | 57,93 %       |
| Nein  | 15.796.905 | 42,07 %       |

## Reaktionen
Ministerpräsident Erdoğan bezeichnete den Ausgang der Volksabstimmung als historischen Schritt, bei dem die Demokratie der Gewinner sei. Auch internationale Beobachter lobten die Zustimmung zur Verfassungsreform. Der EU-Kommissar für Erweiterung Štefan Füle bezeichnete erneut die Abstimmung als einen Schritt in die richtige Richtung und mahnte die zügige Umsetzung der Verfassungsänderungen an. Unmittelbar vor der Abstimmung hatten die Außenminister der EU-Mitgliedstaaten den Stillstand der Beitrittsverhandlungen mit der Türkei kritisiert. Für US-Präsident Barack Obama ist die hohe Wahlbeteiligung ein „Zeichen für die Lebendigkeit der türkischen Demokratie“.
Die Opposition zeigte sich enttäuscht über das Ergebnis, erklärte aber, es anzuerkennen. Kemal Kılıçdaroğlu, der Vorsitzende der CHP, kritisierte den Druck auf die Wähler, der von der Regierung im Vorfeld der Abstimmung ausgeübt wurde und mahnte an, dass der Demokratisierungsprozess durch eine Fortsetzung des Konfrontationskurses der AKP erschwert würde. Die kurdische Partei BDP zeigte sich erfreut, dass ihre Anhänger dem Aufruf zur Nichtteilnahme an der Volksabstimmung gefolgt waren.